# Stefanija Šabatura
Stefanija Mychajlivna Šabatura (* 5. listopadu 1938, Ivane-Zolote, Ternopilská oblast - 17. prosince 2014, Lvov) byla textilní výtvarnice, aktivistka za lidská práva, členka Ukrajinské Helsinské skupiny, vězněná za "antisovětskou agitaci" v gulagu a ve vyhnanství.

## Život
Stefanija Šabatura se narodila v 5. listopadu 1938 v západoukrajinské obci Ivane-Zolote v tehdejší Druhé Polské republice. Její matka Anna Šabatura byla známá lidová umělkyně, otec Mychajlo Šabatura sloužil v polské armádě a zahynul jako voják Rudé armády během druhé světové války. Podle příjmení byli jejími předky východoukrajinští Kozáci.
Šabatura absolvovala roku 1961 výtvarnou školu a poté Lvovský institut užitých a dekorativních umění (nyní Lvovská národní akademie umění). Stala se známou textilní výtvarnicí a její tapiserie a kelimy byly často vystavovány. Byla členkou lvovské pobočky Klubu mladých umělců "Prolisok", kterou založil disident Mychajlo Kosiv. Tiskl se zde samizdat a Šabatura se v klubu seznámila s dalšími ukrajinskými disidenty (Olena Antoniv, Bohdan Antkiv). Roku 1969 se stala členkou Národního svazu umělců Ukrajiny.
Její politické angažmá souvisí se zatčením Valentyna Moroze roku 1970, kdy se připojila ke skupině protestujích umělců a požadovala aby se mohla zúčastnit jeho procesu v soudní síni. Od počátku roku 1972, s blížícím se 50. výročím založení Sovětského svazu, zahájila KGB akce proti disentu. 12. ledna 1972 patřila Šabatura ke skupině ukrajinských intelektuálů, kteří prostřednictvím náboženských mystérií (Vertep) protestovali proti sovětské proticírkevní politice. 5. března 1972 byla vyloučena z Národního svazu umělců Ukrajiny. Byla zatčena spolu s Vjačeslavem Čornovilem, Ivanem Helem, Irynou Kalynec, Mychajlem Osadčy a Jaroslavem Daškevyčem. KGB pozatýkala v první vlně v Kyjevě a Lvově celkem 19 disidentů a do konce roku 1972 celkem 89 příslušníků ukrajinské inteligence.
Stefanija Šabatura byla obviněna z "protisovětské agitace" a dostala trest pět let vězení s přísným režimem a tři roky vyhnanství. Byla umístěna v ženském pracovním táboře ZhKh-385/3-4 v Baraševu v Mordvinsku. Zúčastnila se aktivně protestů a hladovek a usilovala o status politického vězně. Ve vězení nesměla malovat a ostatní vězeňkyně za ni držely hladovku. Až roku 1974 jí zástupce lvovské KGB přinesl skicák, barvy, tužky, štětce a papír. Šabatura do roku 1975 strávila 115 dní v izolaci a rok a půl v trestní cele. Roku 1975 ji Amnesty International označila za vězně svědomí. Spolu s ostatními ženami obviněnými za "protisovětskou agitaci" byla vyloučena ze skupiny vězeňkyň, na které se vztahovala amnestie roku 1975.
Koncem roku 1975 byla převezena do Lvova na "reedukaci", ale Šabatura 30. října, v Den sovětských politických vězňů, držela stejně jako v předchozích letech hladovku na protest proti porušování lidských práv v SSSR. Navzdory vytrvalým výtkám zástupce lvovské KGB hladovku nepřerušila. Ihned po návratu do tábora jí bylo sděleno, že 150 jejích kreseb, které jí byly před odjezdem odebrány, má být spáleno. Na protest odmítla v únoru 1976 pracovat. Nejprve byla umístěna do káznice a v dubnu na šest měsíců do zvláštního režimu. Zahájila zde hladovku, kterou držela 12 dní.
Léta 1976–1979 prožila ve vyhnanství v Makušinu (podle jiného zdroje ve vesnici v Tádžikistánu). Roku 1979 se ještě v exilu stala členkou Ukrajinské Helsinské skupiny. V prosinci 1979 se vrátila do Lvova, ale dostala zákaz vystavovat nebo prodávat svá díla a pracovala pak jako vrátná.
Koncem 80. let se aktivně zapojila do obnovování samostatné Ukrajiny jako členka lvovského Memorialu a Lidového hnutí Ukrajiny. Angažovala se v hnutí za obnovu Ukrajinské řeckokatolické církve. V letech 1990-95 byla členkou lvovské městské rady. Od roku 1991 stála v čele Mariánské charitní společnosti. Pracovala jako výtvarnice v textilním průmyslu a roku 1994 získala jako rehabilitovaná osoba ateliér za zvýhodněných podmínek. V letech 1999–2010 obdržela státní vyznamenání Řád kněžny Olgy a Řád za odvahu I. stupně.
Zemřela ve věku 77 let po dlouhé nemoci 17. prosince 2014 ve Lvově a je pohřbena na tamním Lyčakivském hřbitově.

### Publikace
- Стефанія Шабатура: вибрана палітра кольорів з мозаїки життя і творчості (vybraná paleta barev z mozaiky života a díla), Київ, Смолоскип, 2016
- Стефанія Шабатура: нескорений дух творчості (nepřemožitelný duch tvořivosti), Київ, Смолоскип, 2017
- Стефанія Шабатура: життя, окрилене стремлінням духу. Спогади. Вибрані статті (život inspirovaný touhou ducha. Vzpomínky. Vybrané články), Львів, Місіонер, 2021

### Ocenění
- 1999 státní vyznamenání Řád kněžny Olgy 3. třídy
- 8. listopadu 2006 jí prezident Ukrajiny Viktor Juščenko udělil Řád za odvahu 1. třídy.[9]
- 2010 obdržela od prezidenta Viktora Juščenka státní vyznamenání Řád kněžny Olgy 2. stupně - za mimořádný osobní přínos v boji za nezávislost Ukrajiny, nezištnou službu národní myšlence a obranu lidských práv a svobod.[10]